# Колос (Орловская область)
Колос — посёлок в Урицком районе Орловской области России.
Входит в состав Луначарского сельского поселения.

## География
Расположен западнее деревни Ледно по обеим сторонам автомагистрали Р-120. Южнее Колоса проходит железнодорожная линия.
В посёлке имеется одна улица — Новая.

## История
В посёлке находится городище VIII−X веков: 500 метров к северу — северо-западу от Колоса, 2,5 километра к востоку от деревни Ледно, на мысу правого берега безымянного ручья (правый приток реки Орлик), ныне превращённого в пруд. Площадка городища овальная в плане, 40 на 24 метра, высота над ручьем 6-8 метров, с напольной южной стороны имеется вал высотой до четырёх метров и ров глубиной до один метр. Культурный слой 20-45 сантиметров. Обнаружены: керамика лепная толстостенная с орнаментацией под горлом из отпечатков веревочки, близкая посуде роменской культуры.

## Население
| 2002 | 2010 |
| ---- | ---- |
| 103  | ↘95  |